# Світова енергетична рада
Світова енергетична рада (англ. World Energy Council) — глобальний форум для керівництва і матеріальної взаємодії країн у галузі енергетики зі штаб-квартирою в Лондоні. Її місія полягає в «Сприянні сталому використанні ресурсів та енергії для найбільшого блага всіх людей».

## Історія
Заснована в 1920 році. У 1923 році організований перший комітет, який організував перші конференції World Energy Council (WEC) в 1924 році. 1700 експертів з 40 країн зустрілися в Лондоні для обговорення енергетичних питань. Зустріч пройшла успішно, і учасники вирішили 11 липня 1924 створити постійну організацію під назвою World Power Conference. Dunlop був обраний її першим генеральним секретарем. У 1968 році назва була змінена на Всесвітні конференції з енергетики і в 1992 році — Всесвітня рада з енергетики — World Energy Council (WEC).
Сьогодні Світова енергетична рада має комітети у більш ніж 90 країнах, які охоплюють понад 3000 організацій-членів, в тому числі урядів, промисловості та експертних установ. WEC покриває всі енергетичні ресурси і технології енергопостачання і попиту.
Публікації Світової енергетичної ради включають щорічні оцінки політики в області клімату, обстеження енергетичних ресурсів.

## Світові енергетичні конгреси
1. Лондон, 1924
2. Берлін, 1930
3. Вашингтон, 1936
4. Лондон, 1950
5. Відень, 1956
6. Мельбурн, 1962
7. Москва, 1968
8. Бухарест, 1971
9. Детройт, 1974
10. Стамбул, 1977
11. Мюнхен, 1980
12. Нью-Делі, 1983
13. Канни, 1986
14. Монреаль, 1989
15. Мадрид, 1992
16. Токіо, 1995
17. Х'юстон, 1998
18. Буенос Айрес, 2001
19. Сідней, 2004
20. Рим, 2007
21. Монреаль, 2010
22. Тегу, 2013
23. Стамбул, 2016
24. Абу-Дабі, 2019
25. Ротердам, 2024

## Генеральні секретарі
- 1924—1928: Daniel Nicol Dunlop
- 1928—1966: Charles Gray
- 1966—1986: Eric Ruttley
- 1986—1998: Ian Lindsay
- 1998—2008: Gerald Doucet
- 2008—2009: Kieran O'Brian (acting)
- 2009 — today: Christoph Frei

Останній звіт Світової енергетичної ради надруковано у 2011 р.

## Інтернет-ресурси
- World Energy Council website
- World Energy Congress Montreal 2010
- World Energy Council -Indicators for Energy Efficiency, Odyssee Program.